# ブライトシュプールバーン

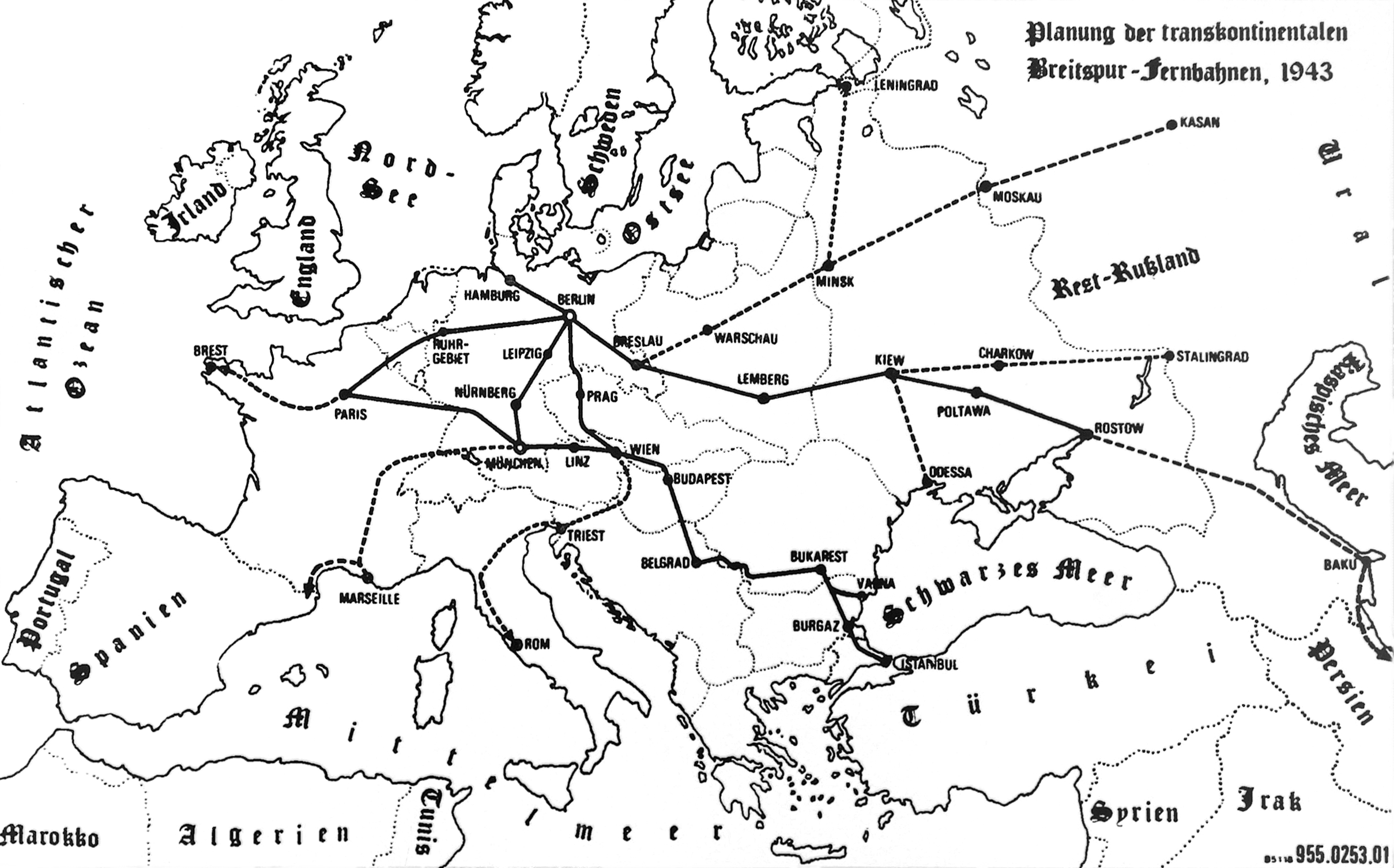
提案されたルートマップ1943

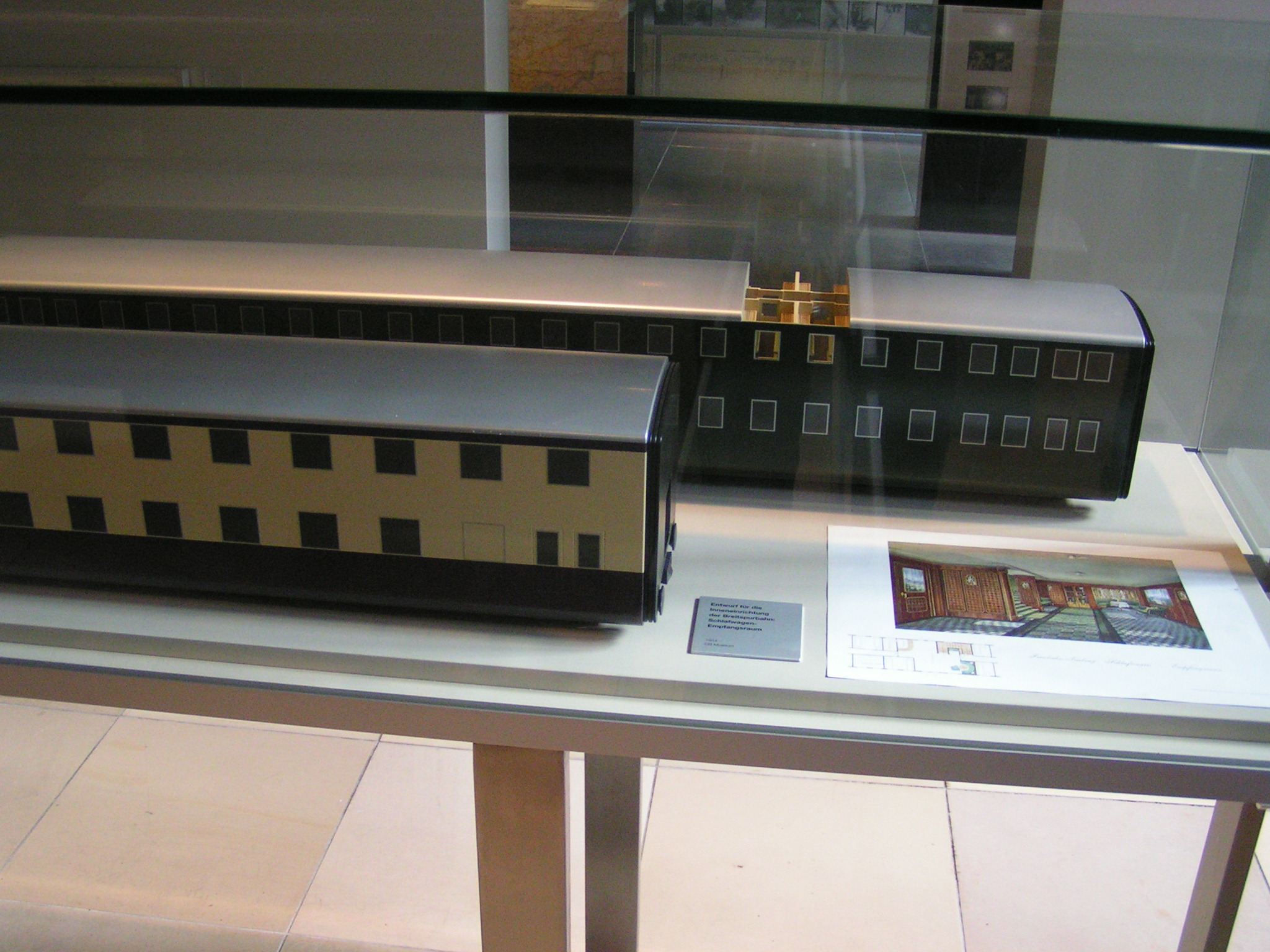
ニュルンベルクのニュルンベルク交通博物館にある２階建て列車の模型

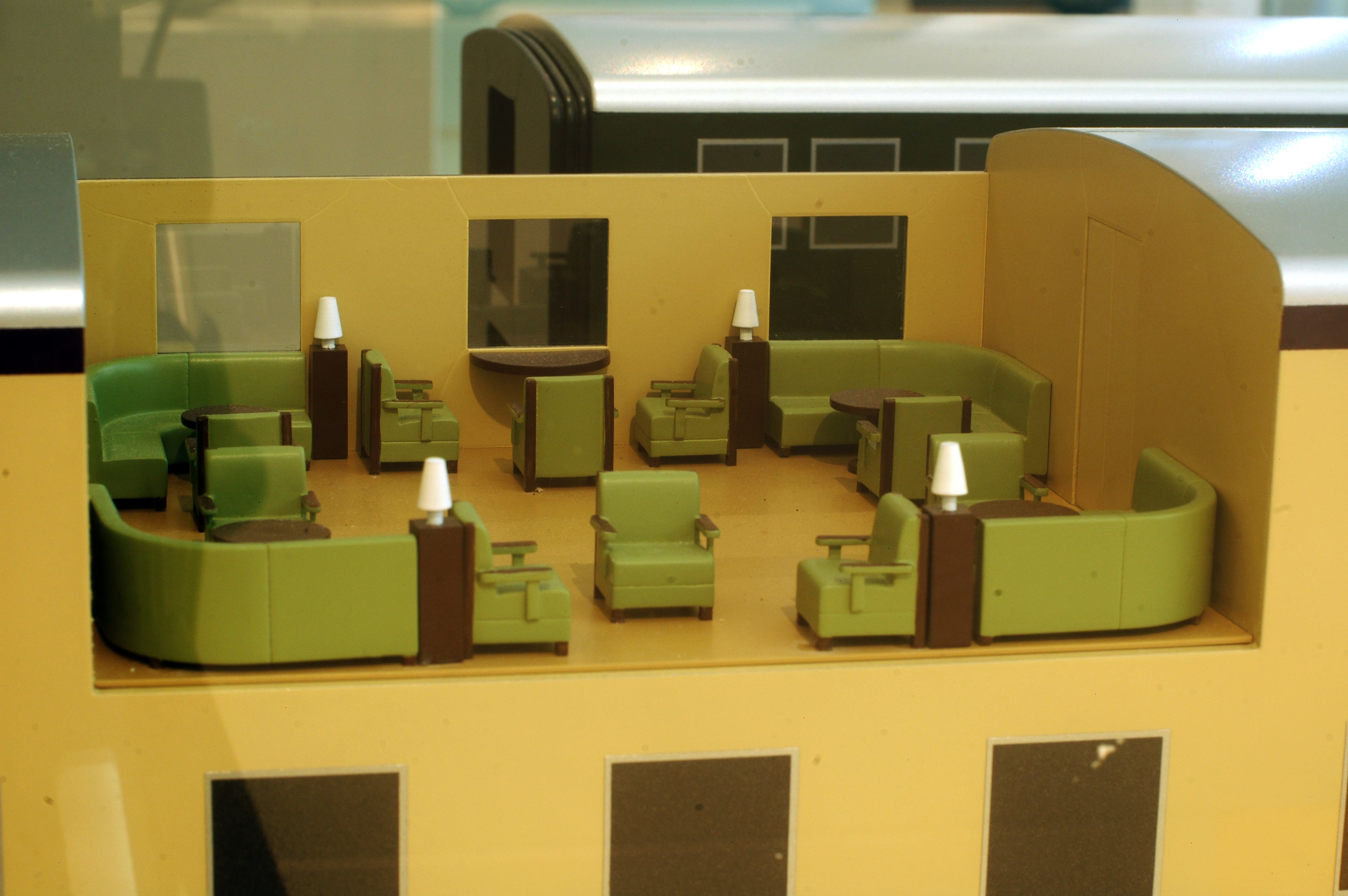
客室毎にリビングルームが常備されている寝台車両の模型

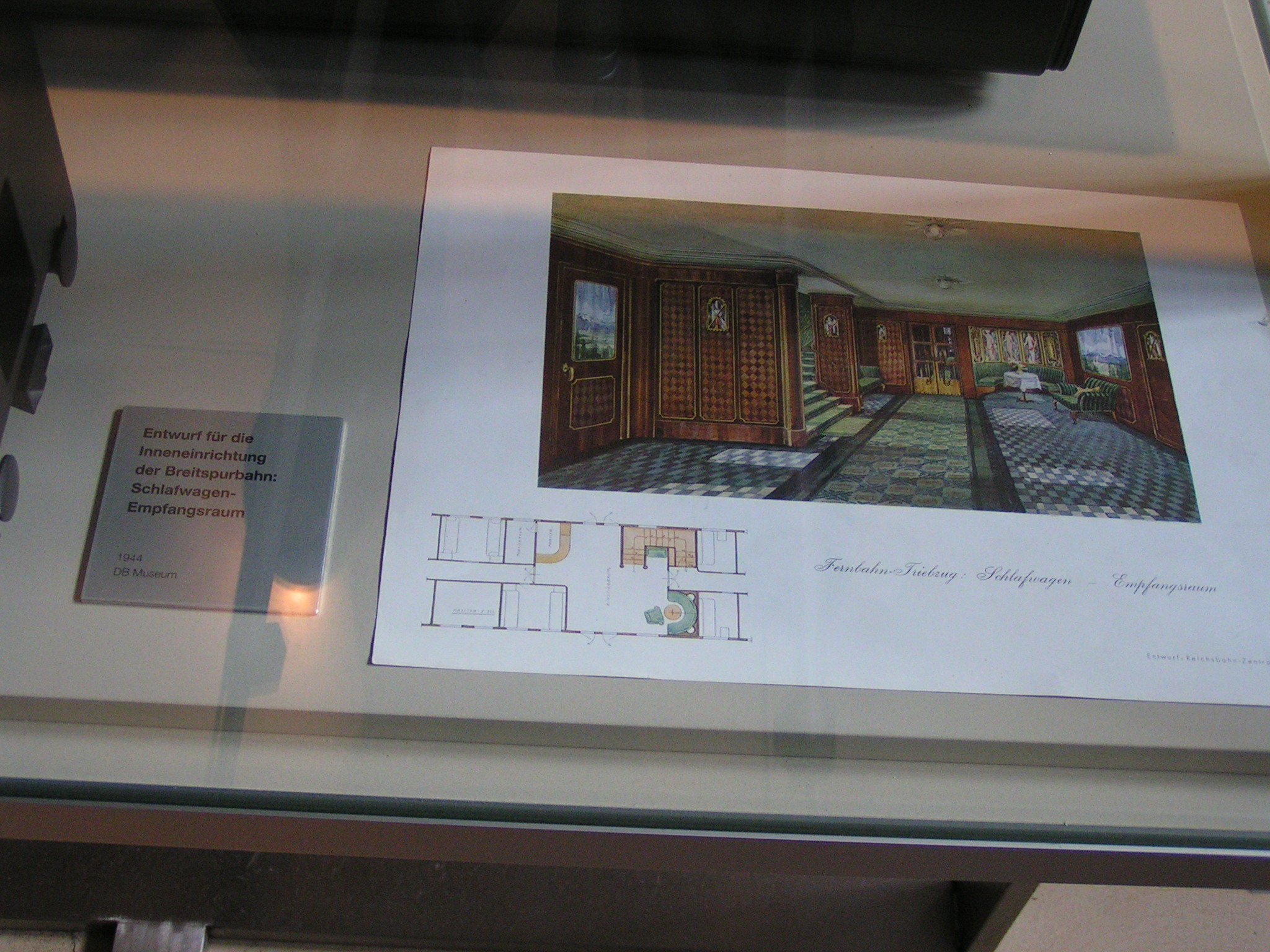
ニュルンベルク交通博物館に展示されている車両内部完成イメージ画

ブライトシュプールバーン（独: Breitspurbahn、広軌鉄道）とはドイツ第三帝国において、1942年5月から1945年の終戦まで計画されていた超高速巨大鉄道網のこと。軌間は3000mm、主要都市を結ぶ計画だった。

## 概要
この計画は総統アドルフ・ヒトラーが直々にドイツ帝国鉄道に委託したものだった。その主な目的はソビエト連邦に勝利したのちに建国されるはずだった大ゲルマン帝国において、スラブ民族を奴隷化し、また東ヨーロッパをドイツ民族の移住地、資源の供給地として確保するためであった（東部総合計画、東方生存圏も参照）。
起点は首都ベルリン（戦勝の暁には「世界首都ゲルマニア」と改称予定）とミュンヘンに置かれ、時速250kmで走る全長70m、幅6m、2万4000馬力の機関車を8両連結し、その後に全長50m、2階建ての客車を15両連結した列車を走らせる計画であった。また1編成につき1728人が乗車できるよう設計されていた。また貨物列車も当時より遥かに高速化し、最高速度100km/hが計画されていた。

## 構想された路線

構想された軌間。標準軌(1435mm)、ロシア軌間（広軌、5ft＝1524mm)との比較。

路線は1943年の建設計画では以下となっていた（なおカッコ内は、次期接続構想区間）。
- 征服地域開発のための東西線：（ペルシア/インド - バクー - ）ロストフ・ナ・ドヌ - スターリノ - ポルタヴァ（/オデッサ/スターリングラード - ハリコフ） - キエフ - レンベルク - クラカウ - カトヴィッツ - ブレスラウ - コットブス - ベルリン* - ハノーファー - ビーレフェルト - ルール地方（ - オランダ - グレートブリテン島/） - アーヘン - リエージュ - サン＝カンタン - パリ （ - ブレスト）。加えて以下の延伸計画線：ベルリン 及びブレスラウからワルシャワ、ミンスク、レニングラード （ - フィンランド）/モスクワ、 カザン（ - ハバロフスク - ウラジオストク/ - カザフスタン - アフガニスタン - インド/ - ヤクーツク - アラスカ - カナダ - アメリカ）、ロストフ・ナ・ドヌ - モスクワ - レニングラード、またハンブルク 及び ベルリンからケーニヒスベルク、リガ（ - モスクワ）/ヴィルナ（ - ミンスク  - キエフ）
- 南北線：（オランダ - ）ハンブルク - ヴィッテンベルゲ（ドイツ語版） - ベルリン - ライプツィヒ - ゴータ - バンベルク - ニュルンベルク - ミュンヘン - ジンバッハ・アム・イン（ドイツ語版） - リンツ - ウィーン - プレスブルク - ブダペスト - ベオグラード - ブカレスト - ヴァルナ/ブルガス - イスタンブール（ - シリア）、及びブダペスト - ブカレスト
- 南北平行線： ベルリン - ドレスデン - アウシッヒ - プラハ - イグラウ - ツナイム - ウィーン（ - トリエステ - ローマ）
- 東西線2号線：（モスクワ - キエフ - プレスブルク - ）ミュンヘン - アウクスブルク - シュトゥットガルト（ - ルール地方/） - カールスルーエ（ - マルセイユ - スペイン/） - メッツ - ランス - パリ

第三帝国の瓦解と共に構想は消滅した。

## ブライトシュプールバーンを扱った作品

### 書籍
- 月刊誌『メカニックマガジン』（ワールドフォトプレス）
- コミックス『国境のエミーリャ』（作：池田邦彦、小学館）第18話「あの山の向こうに（前編）」～第19話「同（後編）」（共に単行本 第4巻収録）

### 映像作品
- ドキュメンタリー『ナチス・ドイツの巨大建造物』シリーズ シーズン4『死の鉄道』（ナショナルジオグラフィック）